# Volodímir Kaplichni
Volodímir Oleksándrovich Kaplichni (en ucraniano: Володи́мир Олекса́ндрович Капли́чний, en ruso: Владимир Александрович Капличный; Kamianets-Podilskyi, Unión Soviética, 26 de febrero de 1944 - Kiev, Ucrania, 19 de abril de 2004), fue un futbolista ucraniano que jugó con la selección de fútbol de la Unión Soviética.
La mayor parte de su carrera deportiva la pasó en el CSKA de Moscú. Tras su retirada ejerció de entrenador en algunos clubes soviéticos.

## Clubes

### Jugador
| Club                     | País            | Año         |
| ------------------------ | --------------- | ----------- |
| FC Podillia Jamelnitskiy | Unión Soviética | 1962 - 1963 |
| SKA Lviv                 | Unión Soviética | 1964 - 1965 |
| PFC CSKA Moscú           | Unión Soviética | 1966 - 1975 |

### Entrenador
| Club       | País            | Año         |
| ---------- | --------------- | ----------- |
| SKA Lviv   | Unión Soviética | 1979 - 1980 |
| SKA Odessa | Unión Soviética | 1983 - 1984 |

- Datos: Q2414656